# Observatorios de Mauna Kea
Los observatorios de Mauna Kea son un conjunto de Observatorios astronómicos situados cerca del volcán inactivo Mauna Kea, en la isla de Hawái, Estados Unidos.
En general, el Mauna Kea es un lugar ideal para observaciones astronómicas por sus cielos oscuros y buena visión (seeing), dado que su cumbre se encuentra más arriba del 40 % de la atmósfera, el 90 % del vapor de agua (nubes) y la capa de inversión térmica, lo que permite unas 300 noches despejadas al año. Su geología hace muy fácil llevar carreteras hasta la cumbre y abastecer observatorios astronómicos.
Se han construido en su cima doce observatorios de diversos países, entre los que se encuentran dos de los mayores telescopios ópticos del mundo, llegando a ver saturno desde los observatorios. El telescopio Keck I y II. El grupo que forman los observatorios lleva el mismo nombre que el volcán, está gestionado por la Universidad de Hawái y ha sido creado con inversiones de más de dos mil millones de dólares al año.
La construcción de diversos observatorios ha creado polémicas sobre su posible impacto ambiental (especies nativas de insectos), geológico (compactación del terreno volcánico) o cultural (terreno sagrado para las creencias religiosas locales).

## Origen y antecedentes
Significativamente anterior a los observatorios actuales, hay evidencia de astronomía activa en Mauna Kea en el Mapa de la Oficina de Tierras de la Isla de Hawái de 1901 que muestra la "Estación de Astronomía de Hawái" cerca de la cumbre de Mauna Kea.
Después de estudiar fotos para el Programa Apolo de NASA que contenían más detalles que cualquier telescopio terrestre, Gerard Kuiper comenzó a buscar un sitio árido para estudios infrarrojos. Aunque primero comenzó a buscar en Chile, también tomó la decisión de realizar pruebas en las islas de Hawái. Las pruebas en Haleakalā, Maui fueron prometedoras, pero la montaña estaba demasiada baja en la capa de inversión y, a menudo, estaba cubierta por nubes. En la "Isla Grande" de Hawái, Mauna Kea se considera la montaña insular más alta del mundo. Si bien la cumbre suele estar cubierta de nieve, el aire es extremadamente seco. Kuiper comenzó a buscar la posibilidad de un observatorio en Mauna Kea. Después de las pruebas, descubrió que la baja humedad era perfecta para las señales infrarrojas. Persuadió al gobernador de Hawái John A. Burns para que demoliera un camino de tierra hasta la cumbre donde construyó un pequeño telescopio en Puʻu Poliʻahu, un pico de cono de ceniza. El pico era el segundo más alto de la montaña y el pico más alto era tierra sagrada, por lo que Kuiper lo evitó. : 25  Luego, Kuiper intentó reclutar a la NASA para financiar una instalación más grande con un gran telescopio, viviendas y otras estructuras necesarias. La NASA, a su vez, decidió abrir el proyecto a concurso. El profesor de física, John Jefferies de la Universidad de Hawái hizo una oferta en nombre de la universidad. Jefferies había ganado su reputación a través de observaciones en el Observatorio del Pico Sacramento. La propuesta era que un telescopio de dos metros sirviera tanto para las necesidades de la NASA como para la universidad. Si bien los grandes telescopios normalmente no se otorgan a universidades sin astrónomos bien establecidos, Jefferies y UH obtuvieron el contrato de la NASA, lo que enfureció a Kuiper, quien sintió que "su montaña" le había sido "robada". Kuiper abandonaría su sitio (el primer telescopio en Mauna Kea) por la competencia y comenzaría a trabajar en Arizona en un proyecto diferente de la NASA. Después de considerables pruebas por parte del equipo de Jefferies, se determinó que las mejores ubicaciones estaban cerca de la cumbre en la parte superior de los conos de ceniza. Las pruebas también determinaron que Mauna Kea es excelente para la observación nocturna debido a muchos factores, incluido el aire enrarecido, los vientos alisios constantes y estar rodeado de mar. Jefferies construiría un telescopio de 2,24 metros con el estado de Hawái acordando construir una carretera confiable para todo clima hasta la cumbre. La construcción comenzó en 1967 y la primera luz se vio en 1970.
Otros grupos comenzaron a solicitar subarriendos en la cima de la montaña recién accesible. Para 1970, dos telescopios de 0,6 m habían sido construidos por la Fuerza Aérea de los Estados Unidos y el Observatorio Lowell. En 1973, Canadá y Francia acordaron construir el CFHT de 3,6 m en Mauna Kea. Sin embargo, las organizaciones locales comenzaron a expresar su preocupación por el impacto ambiental del observatorio. Esto llevó al Departamento de Tierras y Recursos Naturales a preparar un plan de gestión inicial, redactado en 1977 y complementado en 1980. En enero de 1982, la Junta de Regentes de la Universidad de Hawái aprobó un plan para apoyar el desarrollo continuo de las instalaciones científicas en el sitio.  En 1998, 823 ha fueron transferidos del arrendamiento del observatorio para complementar la Reserva de la Edad de Hielo de Mauna Kea. El plan de 1982 fue reemplazado en 2000 por una extensión diseñada para servir hasta 2020: instituyó una Oficina de Gestión de Mauna Kea, designada a 212 ha para la astronomía, y destinó las 4356 ha restantes a "preservación natural y cultural". Este plan se revisó aún más para abordar la preocupación expresada en la comunidad hawaiana de que se estaba mostrando una falta de respeto hacia el valor cultural que la montaña representaba para los pueblos indígenas de la región.
En 2012, la Reserva Científica de Mauna Kea tenía 13 instalaciones de observación, cada una financiada por hasta 11 países. Es uno de los principales observatorios del mundo para la astronomía óptica, infrarroja y submilimétrica,  y en 2009 fue el más grande medido por el poder de captación de luz. Hay nueve telescopios trabajando en el espectro visible e infrarrojo, tres en el espectro submilimétrico y uno en el espectro de radio, con espejos o platos que van desde 0,9 a 25 m. En comparación, el Telescopio Espacial Hubble tiene un espejo de 2,4 metros, de tamaño similar al UH88, ahora el segundo telescopio más pequeño de la montaña.

### Controversias
Los nuevos telescopios planificados, incluido el Telescopio de Treinta Metros, han suscitado controversia debido a su potencial impacto cultural y ecológico. La extensión "estabilizadora" de multitelescopios de los Telescopios Keck, que requería nuevos sitios, finalmente se canceló. Tres o cuatro de los 13 telescopios existentes en la montaña deben ser desmantelados durante la próxima década con la propuesta del TMT para ser la última área en Mauna Kea en la que se construiría un telescopio.

Con toda la controversia, la construcción de telescopios ha llevado a la creación de la Ley de Protección del Cielo Nocturno de Hawái. Como la luz artificial forma una nube de luz sobre la tierra, el exceso de luz interrumpe las imágenes claras tomadas por los telescopios. El 1 de julio de 2013, se inició la Ley de Protección del Cielo Nocturno de Hawái, que afecta tanto a la Isla Grande como a Maui. Se puede observar una gran diferencia entre las islas hawaianas y los Estados Unidos continentales: el alumbrado público. Casi todas las calles están oscuras porque las lámparas no se han montado, se han quitado o se han atenuado.

### Descubrimientos científicos
Los Observatorios de Mauna Kea involucran trece grandes telescopios. En noviembre de 2020, en colaboración con el radiotelescopio ARray de baja frecuencia de Europa, el observatorio Gemini de Mauna Kea y el Infrared Telescope Facility (NITF) de la NASA, descubrieron el primer superplaneta. 
En octubre de 2011, el Premio Nobel de Física fue concedida a Saul Perlmutter, Brian P. Schmidt y Adam G. Riess; el premio reconoció sus hallazgos, basados en investigaciones sobre supernovas en los observatorios, de que la energía oscura es una fuerza que hace que el universo se expanda a un ritmo acelerado.

## Gestión
La Reserva se estableció en 1968 y está arrendada por el Departamento de Tierras y Recursos Naturales del Estado de Hawái (DLNR). La Universidad de Hawaiʻi administra el sitio y arrienda terrenos a varias instalaciones multinacionales, que han invertido más de $2 mil millones en ciencia y tecnología. El contrato de arrendamiento vence en 2033 y después de eso, 40 de 45 kilómetros cuadrados vuelven al estado de Hawái.
Actualmente, se ha ejercido presión sobre la gestión basada en la Universidad. Los lugareños nunca aceptaron trece telescopios en la cima de la montaña y exigen opinar en el proceso legislativo. El Proyecto de Ley de la Cámara de Representantes de 2024 impulsa una nueva administración en la cumbre. El área será integrada en términos de gestión. Algunas tierras estarán bajo la jurisdicción de la comunidad local. El proyecto de ley impulsa futuras leyes y reglamentos en términos de nueva construcción. Como siempre, los sitios culturales y ambientales serán fuertemente reconocidos como un factor a considerar.

## Ubicación

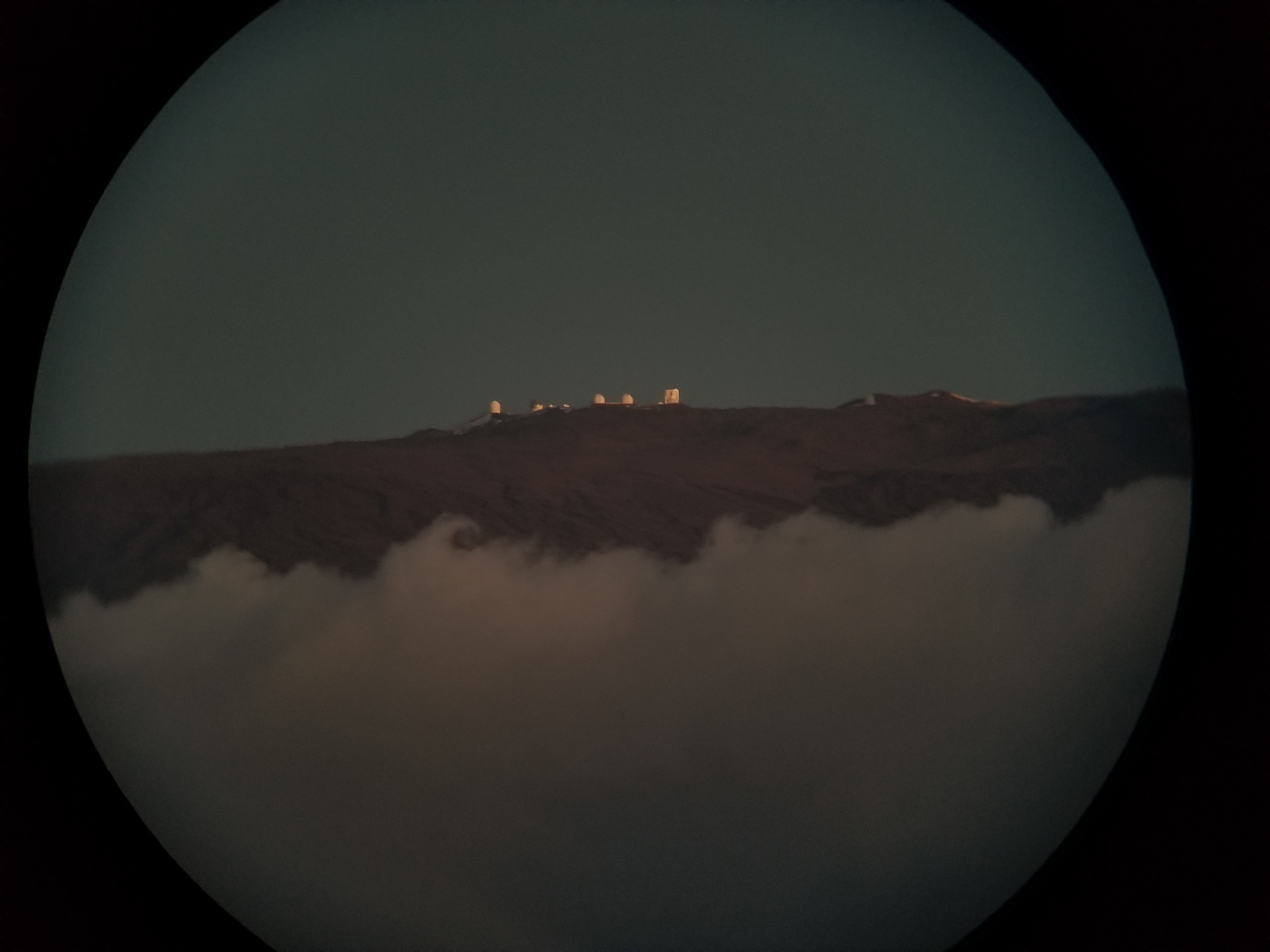
Observatorios de Mauna Kea vistos desde la base de Mauna Kea

La altitud y el aislamiento en medio del Océano Pacífico hacen de Mauna Kea uno de los mejores lugares de la Tierra para la astronomía terrestre. Es un lugar ideal para observaciones submilimétricas, infrarrojas y ópticas. Las estadísticas de visión muestran que Mauna Kea es el mejor sitio en términos de calidad de imagen óptica e infrarroja; por ejemplo, el sitio CFHT tiene una visualización media de 0,43 segundos de arco.
Los alojamientos para los astrónomos investigadores se encuentran en el Centro Onizuka de Astronomía Internacional (a menudo llamado Hale Pōhaku), 11 km por camino empinado sin pavimentar desde la cumbre a 2.800 m sobre el nivel del mar.
Una estación de información para visitantes adyacente se encuentra a 2.800 m. La cumbre de Mauna Kea es tan alta que se aconseja a los turistas que se detengan en la estación de visitantes durante al menos 30 minutos para aclimatarse a las condiciones atmosféricas antes de continuar hacia la cumbre, y los científicos a menudo se quedan en Hale Pōhaku durante ocho horas o más antes de pasar una noche completa en los observatorios de la cumbre, con algunos telescopios que requieren que los observadores pasen una noche completa en Hale Pōhaku antes de trabajar en la cumbre.

## Telescopios
| Telescopio                                 | Diámetro | Tipo                          | Propietario                                                              | Desde |
| ------------------------------------------ | -------- | ----------------------------- | ------------------------------------------------------------------------ | ----- |
| UH 2.2m                                    | 2,2 m    | óptico/infrarrojo             | Universidad de Hawái                                                     | 1970  |
| United Kingdom Infrared Telescope (UKIRT)  | 3,8 m    | infrarrojo                    | Lockheed-Martin, NASA, Universidad de Arizona                            | 1979  |
| Infrared Telescope Facility (IRTF)         | 3,0 m    | infrarrojo                    | NASA                                                                     | 1979  |
| Observatorio Canada, Francia, Hawái (CFHT) | 3,6 m    | óptico/infrarrojo             | Canadá, Francia, Universidad de Hawái                                    | 1979  |
| Caltech Submillimeter Observatory (CSO)    | 10,4 m   | submilimétrico                | Caltech, NSF                                                             | 1987  |
| James Clerk Maxwell Telescope (JCMT)       | 15 m     | submilimétrico, milimétrico   | China, Japón, Taiwán, Corea del Sur, Reino Unido, Canadá                 | 1987  |
| Antena del Very Long Baseline Array        | 25 m     | radio                         | NRAO, AUI, NSF                                                           | 1992  |
| Keck I                                     | 10 m     | óptico/infrarrojo             | Caltech, California Association for Research in Astronomy                | 1992  |
| Keck II                                    | 10 m     | óptico/infrarrojo             | Caltech, California Association for Research in Astronomy                | 1996  |
| Subaru Telescope                           | 8,2 m    | óptico/infrarrojo             | NOAJ (Japón)                                                             | 1999  |
| Gemini North                               | 8,1 m    | óptico/infrarrojo             | Estados Unidos, Reino Unido, Canadá, Chile, Australia, Argentina, Brasil | 1999  |
| Submillimeter Array (SMA)                  | 8 × 6 m  | interferómetro submilimétrico | Smithsonian Astrophysical Observatory, Taiwán                            | 2002  |
| Hoku Kea                                   | 0,9 m    | óptico                        | Universidad de Hawái                                                     | 2010  |

Desde 2015, CSO, UKIRT y Hoku Kea están programados para su desmantelamiento como parte del Plan de Gestión Integral de Mauna Kea.